# Eric Kamerling
Eric Johan Carel Kamerling (Zeist, 7 februari 1943 – Warnsveld, 23 juni 2021) was een Nederlands politicus van de VVD.

## Biografie
Zijn vader was internist en zijn moeder muziekpedagoge. Na het vervullen van zijn dienstplicht werd hij in 1967 medewerker algemene zaken, onderwijs en eigendommen van de gemeente Soest. In 1970 verhuisde hij naar Doorn waar hij bij de gemeente ging werken op de afdeling algemene zaken en registratuur ter gemeentesecretarie. Rond 1978 werd hij daar chef algemene zaken en in december 1980 volgde zijn benoeming tot burgemeester van de toenmalige Groningse gemeente Warffum. In september 1988 werd Kamerling de burgemeester van de Gelderse gemeente Vorden. Op 1 januari 2005 fuseerde Vorden met enkele andere gemeenten tot Bronckhorst waarmee na 24 jaar een einde kwam aan zijn burgemeesterscarrière.
Verder was hij lange tijd actief betrokken bij het Koninklijk Nederlandsch Genootschap voor Geslacht- en Wapenkunde (KNGGW) waarvan hij sinds 1966 lid was en heeft hij ook tal van publicaties op vooral het gebied van genealogie op zijn naam staan. In 1975 was Kamerling medeoprichter van de Doornse Oudheidskamer en was hij voorzitter van de 'Gelderse Leeuw'; de Gelderse afdeling van het KNGGW.

### Familie
Kamerling werd geboren als lid van de Nederland's Patriciaatsfamilie Kamerling; hij was een broer van Anton Frederik August (Freek) Kamerling (1940-2019), oprichter van Dille & Kamille, en daarmee een oom van de acteurs Antonie Kamerling en Liesbeth Kamerling. Hij trouwde in 1970 met Anna A.S. van Haersma Buma, lid van de familie Buma en volle nicht van Bernhard van Haersma Buma, de vader van Sybrand van Haersma Buma; met haar kreeg hij twee kinderen.
Kamerling heeft onderzoek gedaan en gepubliceerd over zijn eigen familie die terug te voeren zou zijn tot het riddermatige geslacht Van Buckhorst. Hij richtte in 1973 de Van Buckhorst Kamerling Stichting op waarin familieportretten en -archief zijn ondergebracht en waarvan hij vanaf de oprichting voorzitter was. Hij werkte mee aan het in 2014 aan zijn familie gewijde artikel in het Nederland's Patriciaat.
Hij bleef in Vorden wonen, maar kwam later terecht in verzorgingstehuis Den Bouw in het nabijgelegen Warnsveld. Daar overleed hij op 78-jarige leeftijd.